# Афиноген Орлов
Афиноген Александрович Орлов (на руски: Афиноген Александрович Орлов) е руски офицер, генерал-лейтенант. Участник в Руско-турската война (1877-1878).

## Биография
Афиноген Орлов е роден на 31 януари 1837 г. в Санкт Петербург в семейството на потомствен дворянин от знатната фамилия Орлови. Ориентира се към военното поприще и постъпва в армията през 1859 г. Повишен е в първо офицерско звание прапоршчик (1862).
Служи като адютант на главнокомандващия на Гвардейските части на Санктпетербурския военен окръг Николай Николаевич (1873-1880). Повишен е във военно звание полковник от 13 април 1875 г.
Участва в Руско-турската война (1877-1878). В състава на сборния отряд с командир полковник Алексей Жеребков се отличава при превземането на Ловеч на 5 юли 1877 г. Награден е за отличие със златно оръжие „За храброст“ (1877).
След войната е адютант на Великия княз Николай Николаевич със звание главен инспектор на инженерните войски (1880-1883). Повишен е във военно звание генерал-майор от 27 юли 1883 г. Завеждащ на двора на починалия Велик княз Николай Николаевич (1891). Повишен е във военно звание генерал-лейтенант от 1891 г. Член е на управата на Санктпетербургската частна търговска банка (1897-1902).
Умира на 14 април 1902 г. в Санкт Петербург.